# Spedizione di Sapri
La spedizione di Sapri fu una impresa rivoluzionaria tentata da Carlo Pisacane e da un gruppo ristretto di mazziniani, che nei piani consisteva nella liberazione dei detenuti politici dalla prigione borbonica di Ponza e quindi nel provocare una rivolta in terraferma. Un contributo finanziario fu offerto dal banchiere livornese Adriano Lemmi.
Il piano originale, secondo il metodo insurrezionale mazziniano, prevedeva di far scoppiare la rivolta in Sicilia, dove era molto diffuso il malcontento contro i Borbone, e da lì estenderla a tutto il Mezzogiorno d'Italia. Successivamente invece si pensò più opportuno, partendo dal porto di Genova, di fare tappa a Ponza per liberare alcuni prigionieri politici, lì rinchiusi, ed impiegarli per rinforzare le file della spedizione, per poi dirigersi a Sapri, che, posta al confine tra Campania e Basilicata, era ritenuta un punto strategico ideale per attendere dei rinforzi e marciare su Napoli.
Alla vicenda è dedicata la celebre poesia La spigolatrice di Sapri di Luigi Mercantini, nella quale il poeta racconta i fatti dal punto di vista di una contadina che assiste all'arrivo dei rivoluzionari ed incontra Pisacane innamorandosene, quindi parteggia per la spedizione e vi si unisce, ma si ritrova infine costretta ad assistere alla disfatta.

## Il primo tentativo
Il 4 giugno 1857, Pisacane si riunì con gli alti capi della guerriglia per stabilire tutti i particolari dell'impresa. Un primo tentativo fallito si ebbe il 6 giugno: l'avanguardia di Rosolino Pilo perse il carico di armi destinato all'impresa in una tempesta. Con l'intento di raccogliere armi e consensi Pisacane si recò a Napoli, con un passaporto intestato a Francesco Daneri che, nonostante fosse stato un amico di Goffredo Mameli con cui frequentatava nel 1847-1848 il circolo mazziniano di Genova e avesse militato nel 1847-1849 tra i volontari garibaldini combattendo anche nella repubblica romana, era diventato successivamente un ufficiale della marina regia e quindi non avrebbe destato particolari sospetti. Il passaporto doveva essere inizialmente destinato ad Enrico Cosenz che però, poco convinto della fattibilità dell'impresa e in dissidio con il mazziniano Maurizio Quadrio, si tirò indietro. L'esito fu incerto perché il referente locale Giuseppe Fanelli non diede indicazioni univoche, ma Pisacane non si lasciò scoraggiare persistendo nei suoi intenti.

## La partenza da Genova e lo sbarco a Ponza

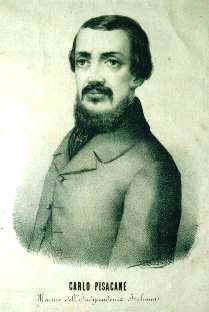
Carlo Pisacane

Il 25 giugno 1857, a Genova, Pisacane s'imbarcò con altri ventiquattro sovversivi, tra cui Giovanni Nicotera e Giovan Battista Falcone, sul piroscafo di linea Cagliari, della Società Rubattino, diretto a Tunisi. Pilo si occupò nuovamente del trasporto delle armi, e partì il giorno dopo su alcuni pescherecci. Ma anche questa volta Pilo fallì nel compito assegnatogli e lasciò Pisacane senza le armi e i rinforzi che gli erano necessari. Pisacane continuò senza cambiare piani, impadronitosi della nave durante la notte, con la complicità dei due macchinisti inglesi, si dovette accontentare delle poche armi che erano imbarcate sul Cagliari.
Il 26 giugno sbarcò a Ponza dove, sventolando il tricolore, riuscì agevolmente a liberare 323 detenuti, poche decine dei quali per reati politici, per il resto delinquenti comuni, aggregandoli quasi tutti alla spedizione. Il 28, il Cagliari ripartì con Pisacane, i suoi compagni e i detenuti liberati e muniti delle armi sottratte al presidio borbonico. La sera i congiurati sbarcarono a Sapri, ma non trovarono ad attenderli quelle masse rivoltose che si attendevano, anzi furono affrontati dalle falci dei contadini ai quali le autorità borboniche avevano per tempo annunziato lo sbarco, descritto come opera di una banda di ergastolani e delinquenti comuni evasi dall'isola di Ponza. Il 1º luglio, a Padula, vennero circondati e 25 di loro furono massacrati dai contadini. Gli altri, per un totale di 150, vennero catturati e consegnati ai gendarmi.

## La fuga a Sanza e la morte
Pisacane, Nicotera, Falcone e gli ultimi superstiti riuscirono a fuggire a Sanza, dove furono ancora aggrediti dalla popolazione: perirono in 83. Pisacane morì probabilmente a causa di un colpo del sotto-capo urbano di Sanza, Sabino Laveglia, che lo ferì al fianco sinistro,  Falcone si suicidò con la sua pistola, mentre quelli scampati all'ira popolare furono catturati.
Dieci anni dopo, Giuseppe Lazzaro, uno dei dirigenti del Comitato liberale clandestino, commenterà con parole durissime la fine della spedizione:
(Giuseppe Lazzaro)

## Il moto ausiliario a Genova
Il progetto includeva un moto a Genova a supporto della spedizione di Pisacane. Una serie di patrioti avevano ottenuto da Mazzini (che venne ospitato, o meglio, nascosto, in casa di Alberto Mario) l'incarico di ottenere, tra la notte del 28 e il 29 giugno, ognuno il controllo di una determinata zona della Città. Uno dei ruoli più importanti spettava proprio a Mario, il quale si sarebbe dovuto occupare della contrada del Santo Spirito, ov'era ubicato il corpo d'artiglieria, oltre alle armi, alle munizioni e alla batteria da campagna, tutto da imbarcare sul Carlo Alberto. Tra i partecipanti figurava anche la fidanzata di Mario, Jessie M. White, tra le più fedeli collaboratrici di Mazzini, giunta poco prima da Londra, pubblicamente come inviata del Daily News. È proprio lei a scrivere:
Alberto mi portava le bozze del proclama di Mazzini ai genovesi, che egli avea corretto: e mi mostrò otto o nove lettere, che egli stesso doveva recapitare l'indomani in caso di riuscita ad alcuni odiati dal popolo perché si sottraessero alla possibile vendetta.
Quello che accadde fu che le autorità vennero a sapere del progetto insurrezionale e quando Mazzini diede il contrordine era già troppo tardi. A quel punto Mario svolse un'azione estremamente rischiosa che merita d'esser riportata. Scrive Jessie White:
Alberto, depositate da me le carte, subito, volendo assicurarsi che Mazzini non fosse in pericolo, ridiscese la collinetta di Santa Brigida. Vestito come era in perfetta tenuta, con guanti perle gris e cilindro, per quanti carabinieri e poliziotti e truppa di linea incontrasse – e tutta la guarnigione era in moto – nessuno sospettò che il giovinotto elegante, che camminava lentamente e fumando, si trovasse pochi minuti prima in procinto di assalire lo Spirito Santo, fosse armato di revolver e avesse in tasca lettere comprovanti la sua partecipazione al crimine di ribellione che il codice punisce con la pena di morte.

## I processi

### I seguaci di Pisacane
I superstiti della spedizione furono processati nel gennaio del 1858.
Il processo fu istituito con circa trecento imputati, quasi tutti originari delle province napoletane, a parte i due inglesi, qualche siciliano e settentrionale
Nell'atto di accusa il procuratore generale del re Francesco Pacifico cercò di propagandare l'idea di una invasione straniera, senza poter negare la periodica ripetizione di questi moti nel reame:
(Francesco Pacifico)
I processati condannati a morte, furono graziati dal Re, che tramutò la pena in ergastolo. I due inglesi, per intervento del loro governo, furono dichiarati fuori causa per "infermità mentale". Nicotera fu portato gravemente ferito in catene a Salerno, dove venne processato e condannato a morte. Anche per lui la pena fu tramutata in ergastolo solo per l'intervento del governo inglese, che guardava con crescente preoccupazione la furia repressiva di Ferdinando II delle Due Sicilie. In seguito Nicotera fu liberato da Garibaldi durante la Spedizione dei Mille e divenne un importante uomo politico dell'Italia unita.

### I patrioti di Genova
A Genova, per Alberto Mario, se in un primo momento tutto sembrò a posto – la sua casa, ove alloggiava Mazzini, non era sospetta e l'apostolo si era spostato dal marchese Ernesto Pareto, che gli aveva offerto ospitalità – il sollievo durò poco: il 3 luglio fu perquisito l'appartamento di Jessie, ma i documenti compromettenti non furono trovati e lei, non potendo  essere  sfrattata, venne imprigionata nel carcere genovese di S. Andrea. Mario la dovette seguire pochi giorni dopo, mentre   giungevano le infelici notizie del macello consumatosi a Sanza. Per la difesa degli accusati si offrirono in molti: la White fa i nomi di Brofferio, di Sineo, e sopra di tutti quello di Giuseppe Carcassi, elogiato con grandi e molte parole di stima. Durante  la prigionia, in quanto fidanzato, a Mario era consentito di scrivere lettere a Jessie. Lo scambio epistolare avveniva in modo a volte regolare, altre volte clandestino. Tra quelle riportate da Jessie, molte trattano di storia o di filosofia e quella del 15 agosto parla della lietissima visita del caro padre di Mario avvenuta il giorno prima. Lui era meno compromesso nella cospirazione rispetto a Jessie, giacché, mentre lei fu libera solo a novembre, lui fu rilasciato per non luogo a procedere già a settembre, grazie anche alla buona parola di varie personalità fra le quali figurava persino il filosofo e deputato Terenzio Mamiani. Nel frattempo, in ottobre, Carcassi riferiva a Jessie che:
Nulla, assolutamente nulla, hanno trovato contro di voi; ma non vorrebbero mettervi in libertà per non fare luogo al processo. Hanno persuaso tre medici trattarsi per voi di condanna a morte, per indurli a visitarvi e dichiararvi pazza.
Cavour e i suoi poliziotti erano certamente maestri nell'architettare subdole trame e macchinazioni imperniate sull'uso del potere della calunnia per demolire la reputazione degli individui scomodi, ma Carcassi era la loro nemesi, e rivelò e sventò abilmente il complotto nell'”Italia del Popolo”. Non erano però maestri nello scovare le prove dei sospettati: non avevano infatti trovato una sola prova del coinvolgimento di Mario nel piano mazziniano. I sospetti del governo contro di lui venivano tutti e solo dai suoi articoli scritti contro Mauro Macchi nel dicembre 1856: la polizia lo aveva riconosciuto dietro allo pseudonimo e aveva inteso le sue pericolose posizioni politiche. Così l'intendente di Genova
voleva la cacciata di tutta  l'emigrazione che non aveva domandata e ottenuta la cittadinanza sarda, e Rattazzi era combattuto dall'insistenza di costui da un lato e dalle rimostranze degli amici di Alberto dall'altro.
E la ebbe vinta, sicché i due dovettero fuggire. Come destinazione scelsero l'Inghilterra, patria di Jessie, dove i suoi genitori attendevano da tempo di rivederla.

## Il senso dell'impresa
Pur essendo quella di Sapri un'impresa tipicamente mazziniana, condotta senza speranza di premio, in effetti Pisacane si era allontanato dal credo politico del Maestro per accostarsi a un socialismo libertario, espresso dalla formula libertà e associazione.
Contrariamente a Mazzini, che riguardo alla questione sociale proponeva una soluzione interclassista solo dopo aver risolto il problema unitario, Pisacane pensava infatti che per arrivare ad una rivoluzione patriottica unitaria e nazionale occorresse prima risolvere la questione contadina, quella della riforma agraria. Come lasciò scritto nel suo testamento politico in appendice al Saggio sulla rivoluzione, «profonda mia convinzione di essere la propaganda dell'idea una chimera e l'istruzione popolare un'assurdità. Le idee nascono dai fatti e non questi da quelle, ed il popolo non sarà libero perché sarà istrutto, ma sarà ben tosto istrutto quando sarà libero».

Vicino agli ideali mazziniani era Pisacane invece quando aggiungeva nello stesso scritto che quand'anche la rivolta fallisse «ogni mia ricompensa io la troverò nel fondo della mia coscienza e nell'animo di questi cari e generosi amici... che se il nostro sacrificio non apporta alcun bene all'Italia, sarà almeno una gloria per essa aver prodotto figli che vollero immolarsi al suo avvenire.» (C.Pisacane op.cit.)
La spedizione fallita ebbe in effetti il merito di riproporre all'opinione pubblica italiana la "questione napoletana", la liberazione cioè del Mezzogiorno italiano dal malgoverno borbonico che il politico inglese William Ewart Gladstone definiva «negazione di Dio eretta a sistema di governo».
Infine il tentativo di Pisacane sembrava riproporre la possibilità di un'alternativa democratico-popolare come soluzione al problema italiano: era un segnale d'allarme che costituì per il governo di Vittorio Emanuele II uno stimolo ad affrettare i tempi dell'azione per realizzare la soluzione diplomatico-militare dell'unità italiana.

## Il parallelo progetto murattiano
Tra le altre motivazioni della spedizione vi sarebbe anche quella originata dai timori di un risveglio del murattismo, che ambiva alla restaurazione di casa Murat nel sud, tali timori avevano indotto i mazziniani napoletani Giuseppe Fanelli e Nicola Dragone ad organizzare la spedizione di Pisacane, anche per anticipare un analogo tentativo di sbarco insurrezionale, che i murattiani stavano preparando a Marsiglia. Anche in caso di insuccesso il tentativo di Pisacane avrebbe comunque impedito o reso molto difficile l’attuazione di un secondo tentativo murattiano di prendere il potere nel sud.

Il progetto murattiano si ispirava al trattato di Aix in Savoia, alla redazione del quale presero parte Pietro Leopardi ed Antonio Scialoja, con il Saliceti ed il generale Talabot, questi ultimi due in rappresentanza di Luciano Murat. Il trattato di Aix prevedeva la creazione di una confederazione italiana di due regni, uno del nord ed un altro del sud, mentre il papato restava indipendente, progetto che preoccupava i sostenitori dell’unità nazionale, in particolare i repubblicani.